# Барбата
Барба̀та (на италиански: Barbata; на ломбардски: Barbada, Барбада) е село и община в Северна Италия, провинция Бергамо, регион Ломбардия. Разположено е на 105 m надморска височина. Населението на общината е 703 души (към 2017 г.).